# デベナムズ
デベナムズ（en:Debenhams）はイギリスで事業展開していた百貨店。

## 歴史
1778年、ウィリアム・クラークが前身となる衣料品店を開業。1813年、ウィリアム・デベナムズが経営に参加。
1950年には小売業でイギリス最大の企業となった。しかし、2020年12月1日、インターネット販売との競争や新型コロナウイルスの影響を受けて売上が減少し清算を開始することが決定された。